# Perth (Australien)
 Denne artikel omhandler byen Perth (Australien). Der er også andre byer med dette navn, se Perth.
Perth er hovedstad og største by i den australske delstat Western Australia. Det er den fjerdestørste by i Australien med 2,02 millioner (2014) indbyggere i Perth metropolområdet. Perth er en del af South West Land Division (den Sydvestlige Division) i Western Australia og størstedelen af Perths metropolområde ligger på kystsletten Swan Coastal Plain, som er en smal stribe land mellem det Indiske Ocean og de lave klipper i Darling Scarp. De første bosættelser var ved floden Swan River og i dag ligger såvel byens centrale forretningskvarter som havnen (Fremantle) ved floden. Perth er administrativt inddelt i en række lokalregeringsområder, som igen består af et stort antal forstæder, der strækker sig fra Two Rocks i nord til Rockingham i syd og The Lakes i øst.
Perth blev grundlagt af kaptajn James Stirling i 1829 som det administrative centrum for Swan River Kolonien. Den opnåede den britiske status som city i 1856 og blev ophøjet til Lord Mayorality i 1929. Byen er opkaldt efter Perth i Skotland under indflydelse af Sir George Murray, som dengang var britisk krigs- og koloniminister. Byens befolkningstal voksede betydelig under guldfeberen i Western Australia sidst i det 19. århundrede. Immigranterne kom hovedsageligt fra Australiens østlige kolonier. Under 2. verdenskrig var havnen i Fremantle base for de allieredes ubåde i stillehavskrigen og den amerikanske flåde havde Catalina flyvebåde udstationeret ved Matilda Bay. En stor tilstrømning af immigranter efter krigen fra primært Storbritannien, Grækenland, Italien og Jugoslavien førte til en hurtig befolkningsvækst. Dette blev efterfulgt af økonomisk fremgang som følge af mineindustrien i slutningen af det 20. og starten af det 21. århundrede, der har gjort Perth til regionalt hovedkvarter for et stort antal mineselskaber, der opererer forskellige steder i delstaten.
Da Perth er hovedstad i Western Australia, ligger mange af statsinstitutionerne i byen. Det gælder delstatens parlament, højesteret og guvernørboligen Government House. Perth blev kendt som lysets by, "City of Light", idet byens indbyggere tændte lys i huse og gadelamper, da den amerikanske astronaut John Glenn passerede over byen i kredsløb med satellitten Friendship 7 i 1962. Byen gentog dette, da Glenn passerede over byen med rumfærgen i 1998. Perth kom i august 2015 ind som nummer 8 på Economist Intelligence Units liste over verdens bedste byer at bo i. I 2010 blev Perth klassificeret som en world city af Globalization and World Cities Research Network.

## Historie

### De indfødtes historie
Før den europæiske bosættelse var området beboet af Whadjuk fra Noongar-folket. Arkæologiske fund i den øvre del af Swan River viser spor af mennesker mere end 40.000 år tilbage. Noongar-folket boede i det sydvestlige hjørne af Western Australia og levede som jægere og samlere. Vådområderne på kystsletten ved Swan River var specielt vigtige for dem. Både i deres mytologi og som føderessource. Øerne Rottnest, Carnac og Garden var også vigtige for Noongar-folket. [kilde mangler]
Området, hvor Perth ligger i dag, var kendt som Boorloo af Noongar-folket. Boorloo var en del af Mooro, Yellagonga-gruppens stammeland. Gruppen var en af flere, som holdt til omkring Swan River og som samlet var kendt som Whadjuk. Whadjuk var del af en større gruppe på fjorten stammer, som udgjorde den sydvestlige socio-lingvistiske gruppe kaldet Noongar (der betyder "folket" i deres sprog) og nogen gange Bibbulmun. Den 19. september 2006 tildelte Australiens højesteret Noongar-folket native title over hele Perth metropolområdet i sagen Bennell mod Staten Western Australia [2006] FCA 1243. Dommen blev omstødt efter appel.

### Første europæiske observationer
Den første dokumenterede europæiske observation af området omkring Swan Rivers udmunding blev gjort af den nederlandske kaptajn Willem de Vlamingh og hans mandskab den 10. januar 1697. Flere europæere besøgte området indtil 1829, men lige som Vlamingh anså de området for ugæstfrit og så uegnet til landbrug, at der ikke var grundlag for en bosættelse.

### Swan River Kolonien
Den britiske hær etablerede i 1826 en base ved King George Sound (senere Albany) på sydkysten af Western Australia efter rygter om at Frankrig ville annektere området, men Perth var den første rigtige europæiske bosættelse i den vestlige tredjedel af det australske kontinent. Den britiske koloni fik officielt navnet Western Australia i 1832, men var i mange år uformelt kendt som Swan River Kolonien efter områdets største flod.
Den 4. juni 1829 gik nyankomne britiske bosættere i land og Western Australias grundlæggelse er siden blev fejret som en helligdag den første mandag i juni hvert år. Kaptajn James Stirling på Parmelia, sagde at Perth var "så smukt som noget sted af denne art, jeg nogen sinde har set". Den 12. august samme år fældede, Helen Dance, hustru på kaptajnen af de andet skib, Sulphur, et træ for at markere grundlæggelsen af en by.
Stirling havde allerede valgt navnet Perth før grundlæggelsesceremonien. I hans proklamation af kolonien i Fremantle den 18. juni 1829 afsluttede han med "givet under min hånd og segl i Perth den 18. dag i juni. James Stirling, stedfortrædende guvernør". Den eneste samtidige kilde til navnet kommer fra Fremantles dagbog den 12. august, som nævner at "byen blev kaldt Perth efter Sir George Murrays ønske". Murray var født i Perth i Skotland og var i 1829 koloniminister og medlem af Underhuset for Perthshire.
I 1831 var der de første fjendtlige sammenstød mellem de britiske bosættere og Noongar folket. De to parter havde helt forskellige værdinormer, når det kom til brug af landet og konflikterne blev værre i takt med at kolonien voksede. Sammenstødene førte til henrettelse af Midgegooroo, en af Whadjuk-stammens ældre i 1833, hans søn Yagans død samme år og Pinjarra massakren i 1834.
Relationerne mellem Noongar-folket og europæerne var meget anstrengt efter disse episoder. På grund af nybyggeriet i og omkring Boorloo, mistede Whadjuk-stammen langsomt deres land. De blev tvunget til at slå sig ned i afgrænsede områder som sumpene og søerne nord for bosættelsen. Heriblandt var Third Swamp, som de kaldte Boodjamooling. Boodjamooling blev hovedlejren for de tilbageværende af Noongar-folket i området omkring Perth. Lejren blev også brugt af rejsende og hjemløse. Under guldfeberen i 1890'erne blev den brugt af guldgravere på vej til guldfelterne.
I 1850 blev Western Australia åbnet for straffefanger efter at bønder og forretningsfolk havde efterspurgt billig arbejdskraft. Dronning Victoria gav Perth status som city i 1856.

### Forbundsstaten
Efter en folkeafstemning i 1900 tiltrådte Western Australia den nyoprettede australske forbundsstat i 1901. Western Australia var den sidste af kolonierne, som tilsluttede sig forbundet og det var først efter at de andre kolonier havde givet betydelige indrømmelser. En af disse var bygning af en transkontinental jernbanelinje fra Port Augusta i South Australia til Kalgoorlie for at forbinde Perth med det østlige Australien.
I 1933 stemte indbyggerne i Western Australia i en folkeafstemning for at forlade den australske forbundsstat med et flertal i forholdet to til en. Imidlertid havde et valg kort før folkeafstemningen udskiftet den pro-uafhængige regering med en ny regering, der ønskede af blive i forbundsstaten. Den nye regering respekterede dog folkeafstemningen og bad deres repræsentant i Storbritannien om uafhængighed, men forespørgslen blev ganske enkelt ignoreret.
Perths vækst og relative velstand skyldes, især siden midt-60'erne, dens rolle som servicecenter for delstatens mine- og olieindustri, der udvinder guld, jernmalm, nikkel, aluminium, diamanter, mineraler, kul, olie og naturgas. Selve udvindingen foregår andre steder i delstaten, men administrationen ligger i Perth.

## Geografi

### Det centrale forretningsområde
Perths centrale forretningsområde afgrænses af Swan River mod syd og øst. Mod vest ligger Kings Park og mod nord jernbaneområdet. Byfornyelsesprojektet Perth City Link, der er finansieret af delstaten Western Australia og forbundsstaten, indebærer at en del af jernbanelinjen graves ned, så Northbridge bliver forbundet med centrale forretningsområde igen for første gang i 100 år. Perth Arena er en bygning i city link området, der har fået en række arkitekturpriser. St Georges Terrace er den mest prominente gade i centrum med 1,3 millioner m2 kontorlokaler. Hay Street og Murray Street har flest butikker og underholdningssteder. Den højeste bygning er Central Park, som er den syvendehøjeste bygning i Australien. Centrum har nydt godt af boomet i mineindustrien og mange nye byggeprojekter er blevet gennemført de senere år. Heriblandt er den 244 m høje bygning Brookfield Place, som er kontorbygning for det engelsk-australske mineselskab BHP Billiton.

### Geologi
Perth ligger ved Swan River (Svanefloden), der er opkaldt efter de sorte svaner, som Willem de Vlamingh, kaptajn på en nederlandsk ekspedition, så da han udforskede området i 1697. Traditionelt har floden af de indfødte været kendt som Derbarl Yerrigan. Centrum og de fleste af forstæderne ligger på den sandede og relativt flade kystslette Swan Coastal Plain, der ligger mellem klipperne ved Darling Scarp og det Indiske Ocean. Jorden i dette område er ufrugtbar. Hele metropolområdet strækker sig omkring 125 km langs kysten fra Two Rocks i nord til Singleton i syd.  Fra kysten i vest til Mundaring i øst er der omkring 50 km. Metropolområdet dækker 6.418 km2.
Store dele af Perth er bygget i et vådområde som strækker sig fra Herdsman Lake i vest til Claisebrook Cove i øst. Perth har to store flodsystemer. Det ene udgøres af floderne Swan og Canning, mens det andet udgøres af Serpentine og Murray, der løber ud i Peel Inlet ved Mandurah.

### Klima
Perth får en moderat mængde nedbør, som er meget sæsonbetinget. Den har den fjerdehøjeste mængde nedbør blandt de australske hovedstæder efter Darwin, Sydney og Brisbane. Somrene, som varer fra december til slutningen af marts, er generelt meget varme og tørre. Februar er årets varmeste måned. Vintrene er relativt milde og våde. Perth er et klassisk eksempel på Middelhavsklima (Köppens klimaklassifikation Csa). Perth er en meget solrig by for denne type klima. Den har gennemsnitligt 8,8 timer solskin per dag og 138,7 skyfri dage om året, hvilket gør den Australiens solrigeste hovedstad.
Sporadiske regnfald kan forekomme om sommeren. Det er kortvarige tordenbyger, svage koldfronter og af og til resterne af tropiske cykloner fra det nordvestlige Western Australia, som kan give betydelige regnfald. Den højeste temperatur målt i Perth er 46,2 °C den 23, februar 1991. Lufthavnen Perth Airport målte 46,7 °C den samme dag. Om sommeren kommer der ofte om eftermiddagen en søbrise, lokalt kendt som "Fremantle Doctor", ind fra sydvest, som er køligere end den ellers fremherskende nordøstvind. Temperaturen falder ofte under 30 °C nogle få timer efter vindskiftet. Om sommeren er dugpunktet kl. 15 omkring 12 °C.
Vintrene er våde men milde. Størstedelen af Perths nedbør falder mellem maj og september. Den lavest registrerede temperatur er -0,7 °C den 17. juni 2006. Den laveste temperatur i metropolområdet er -3,4 °C ved Jandakot Airport den samme dag. Det er dog yderst sjældent med temperaturer under frysepunktet.
Mønsteret for nedbør har ændret sig i Perth og det sydvestlige Australien siden midten af 1970'erne. Der har været en betydelig reduktion i vinterens nedbør, men til gengæld flere ekstreme regnfald i sommermånederne, som den 8. februar 1992, hvor der faldt 120,6 millimeter, det højest registrerede i Perth. Den 22. marts 2010 ramte et kraftigt tordenvejr byen. Der faldt 40,2 millimeter og der blev anrettet betydelige skader i metropolområdet.
| Vejr for Perth, Western Australia                                                                  | Vejr for Perth, Western Australia | Vejr for Perth, Western Australia | Vejr for Perth, Western Australia | Vejr for Perth, Western Australia | Vejr for Perth, Western Australia | Vejr for Perth, Western Australia | Vejr for Perth, Western Australia | Vejr for Perth, Western Australia | Vejr for Perth, Western Australia | Vejr for Perth, Western Australia | Vejr for Perth, Western Australia | Vejr for Perth, Western Australia | Vejr for Perth, Western Australia |
| | Jan                               | Feb                               | Mar                               | Apr                               | Maj                               | Jun                               | Jul                               | Aug                               | Sep                               | Okt                               | Nov                               | Dec                               | År                                |
| -------------------------------------------------------------------------------------------------- | --------------------------------- | --------------------------------- | --------------------------------- | --------------------------------- | --------------------------------- | --------------------------------- | --------------------------------- | --------------------------------- | --------------------------------- | --------------------------------- | --------------------------------- | --------------------------------- | --------------------------------- |
| Gennemsnitlig maks °C                                                                              | 31,2                              | 31,7                              | 29,6                              | 25,9                              | 22,3                              | 19,4                              | 18,4                              | 19,1                              | 20,4                              | 23,4                              | 26,6                              | 29,1                              | 24,8                              |
| Gennemsnitlig °C                                                                                   | 25                                | 25,1                              | 23,1                              | 19,9                              | 16,4                              | 14                                | 13,1                              | 13,7                              | 15                                | 17,5                              | 20,5                              | 22,8                              | 18,8                              |
| Gennemsnitlig min °C                                                                               | 18,1                              | 18,4                              | 16,6                              | 13,8                              | 10,5                              | 8,6                               | 7,7                               | 8,3                               | 9,6                               | 11,5                              | 14,3                              | 16,4                              | 12,8                              |
| Gennemsnitlig nedbør mm                                                                            | 15,4                              | 8,8                               | 20,5                              | 36,5                              | 90,2                              | 126,7                             | 144,7                             | 122,4                             | 88                                | 38,6                              | 23,7                              | 9,9                               | 730,5                             |
| Kilde: Bureau of Meteorology Temperaturer: 1993–2015; Ekstremer: 1897–2015; Nedbørsdata: 1876–2012 |                                   |                                   |                                   |                                   |                                   |                                   |                                   |                                   |                                   |                                   |                                   |                                   |                                   |

### Isolation
Perth er en af verdens mest isolerede storbyer. Den nærmeste by med en befolkning over 100.000 er Adelaide, som ligger 2.104 kilometer væk. Kun Honolulu (953.000 indbyggere), der ligger 3.841 kilometer fra San Francisco, er mere isoleret.
Perth er geografisk nærmere Dili, Østtimor (2.785 kilometer) og Jakarta, Indonesien (3.002 kilometer end Sydney (3.291 kilometer), Brisbane (3.604 kilometer) og Canberra (3.106 kilometer).

## Demografi
Perth har været Australiens fjerdestørste by, siden den overhalede Adelaide i starten af 1980'erne. Ved folketællingen i 2006 havde Perths statistiske område 1.445.079 indbyggere. I 2014 boede der omkring 2,02 millioner i metropolområdet.
| År         | 1854  | 1859  | 1870  | 1881  | 1891   | 1901   | 1911    | 1921    | 1933    | 1947    | 1954    | 1961    | 1966    | 1971    |
| ---------- | ----- | ----- | ----- | ----- | ------ | ------ | ------- | ------- | ------- | ------- | ------- | ------- | ------- | ------- |
| Indbyggere | 4.001 | 6.293 | 8.220 | 9.955 | 16.694 | 67.431 | 116.181 | 170.213 | 230.340 | 302.968 | 395.049 | 475.398 | 559.298 | 703.199 |
| Ændring %  | -     | +57,3 | +30,6 | +21,1 | +67,7  | +303,9 | +72,3   | +46,5   | +35,3   | +31,5   | +30,4   | +20,3   | +17,6   | +25,7   |

| År         | 1971    | 1976    | 1981    | 1986      | 1991      | 1996      | 2001      | 2006      | 2008      | 2010      |  |  |
| ---------- | ------- | ------- | ------- | --------- | --------- | --------- | --------- | --------- | --------- | --------- |  |  |
| Indbyggere | 754.600 | 845.700 | 941.479 | 1.075.959 | 1.226.115 | 1.344.378 | 1.452.058 | 1.590.007 | 1.687.815 | 1.785.076 |  |  |
| Ændring %  | -       | +13,6   | +11,3   | +14,3     | +14,0     | +9,6      | +8,0      | +9,5      | +6,2      | +5,8      |  |  |

### Etniske grupper
I 2006 var de største befolkningsgruppe i Perth metropolområdet efter oprindelse: engelsk (534.555 eller 28,6%), australsk (479.174 eller 25,6%), irsk (115.384 eller 6,2%), skotsk (113.846 eller 6,1%), italiensk (84.331 eller 4,5%) og kinesisk (53.390 eller 2,9%). Der var 26.486 aboriginere i byen.
Perths befolkning har en bemærkelsesværdig høj andel af britisk og irskfødte. Ved folketællingen i 2006 var der 142.424 engelskfødte i Perth. Det var næsten det samme som Sydney (145.261), selv om Perth kun har en samlet befolkning på omkring 35 % af Sydneys.
Den etniske sammensætning i Perth har ændret sig meget siden midten af det 20. århundrede, da betydelige mængder af immigranter fra det kontinentale Europa ankom til byen. Før da var Perths indbyggere næsten alle af britisk eller irsk oprindelse. Fremantle var det første sted mange af migrantskibene fra Europa lagde til i 1950'erne og 1960'erne. Perth fik derfor mange immigranter fra Italien, Grækenland, Holland, Tyskland og Jugoslavien. Den italienske indflydelse i Perth og Fremantle har været betydelig og den er meget synlig steder som "Cappuccino strip" i Fremantle, som har mange italienske spisesteder og butikker. I Fremantle afholdes den italienske festival "blessing of the fleet" (velsignelse af flåden) hvert år ved fiskerisæsonens start. I Northbridge afholdes i december San Nicola Festival, som omfatter et optog og en koncert, som hovedsageligt er på italiensk. Forstæder omkring Fremantle som Spearwood og Hamilton Hill har høje koncentrationer af italienere, kroater og portugisere. Perth har også en lille jødisk befolkningsgruppe (5,082 i 2006), som primært kommer fra Østeuropa og senest fra Sydafrika.
En nyere gruppe af immigranter kommer fra den hvide minoritet i Sydafrika. Sydafrikanerne overhalede Italienerne og blev den fjerdestørste gruppe af udenlandskfødte i 2001. I 2006 var der 18.825 sydafrikanere i Perth, hvilket var 1,3 % af byens befolkning. Mange Afrikaanere og engelsk-afrikanerne emigrerede i 1980'erne og 1990'erne og udtrykket "packing for Perth" blev brugt om sydafrikanere, der emigrerede uanset, hvor de tog hen. Perth er også blevet kaldt "den australske hovedstad for sydafrikanere i eksil". Årsagen til Perths popularitet blandt sydafrikanere er blandt andet lokationen, masser af land og et lidt varmere klima end i flere af de andre store australske byer.
Siden slutningen af 1970' erne er der kommet mange migranter fra Sydøstasien. Befolkningsgrupper fra Vietnam, Malaysia, Indonesien, Thailand, Singapore, Hong Kong, Kina og Indien er alle veletablerede. Der var 53.390 personer af kinesisk oprindelse i 2006 – 2.9 % af byens befolkning.
Den indiske befolkningsgruppe omfatter et betydeligt antal parsere, som er emigreret fra Mumbai – Perth er den australske by, der ligger nærmest Indien – og den indisk fødte befolkning var i 2006 14.094 eller 0,8 %. Perth har også den største engelsk-burmesiske befolkningsgruppe i verden. Mange af dem bosatte sig i Perth efter Burmas uafhængighed i 1948. Der er også en betydelig engelsk-indisk befolkningsgruppe, som ligeledes bosatte sig i Perth efter Indiens uafhængighed.

### Religion
Protestanter, primært anglikanere, udgør omkring 28 % af befolkningen. Perth er bispesæde for det anglikanske Anglican Diocese of Perth og det romersk-katolske Roman Catholic Archdiocese of Perth. De romersk-katolske udgør omkring 23% af befolkningen. Perth har også 12.000 mormoner.
Buddhisme og islam har begge omkring 20.000 tilhængere. Perth har en af de større jødiske befolkningsgrupper i Australien[kilde mangler]. Bahá'í har omkring 1.500 tilhængere i Perth og hinduisme har mere end 20.000 tilhængere i Perth. Lysfesten Diwali havde i 2009 mere end 20.000 gæster.[kilde mangler] Der er hindutempler i Canning Vale, Anketell og et Swaminarayan-tempel nord for Swan River.[kilde mangler]
Omkring én ud af fem opgiver, at de ikke har nogen religion, mens 11% ikke angiver nogen specifik religion.

## Regering og domstole
Western Australias parlament ligger i Perth og Western Australias guvernør har sit kontor i byen. Efter valget i 2008 havde Perth metropolområdet 42 af 59 sæder i Western Australias underhus og 18 af 36 i overhuset. Perth repræsenteres af 9 hele sæder og en betydelig del af yderligere 3 sæder i det australske Repræsentanternes Hus. Det er sæderne Canning, Pearce og Brand, som omfatter områder uden for metropolområdet. Metropolområdet er opdelt i mere end 30 lokalregeringsområder, heriblandt City of Perth som dækker det centrale Perth.
Delstatens højesteret, Supreme Court, ligger i Perth sammen med Western Australias distriktsret og familieret. Der er seks magistratdomstole i metropolområdet. Forbundsdomstolene Federal Court of Australia og Federal Circuit Court of Australia (tidligere Federal Magistrates Court) er begge beliggende i Commonwealth Law Courts bygningen i Victoria Avenue, som også huser Australiens højesteret, når den mødes en gang om året i Perth.
Lovgrundlaget for byudviklingen er Metropolitan Region Scheme, som har været i funktion siden 1963.

## Økonomi
På grund af sin størrelse og funktion som administrativt center for minedrift og regering dominerer Perth Western Australians økonomi til trods for at råstofudvindingen foregår andre steder i delstaten. Perth har på grund af sin størrelse også skabt udviklingsmuligheder for mange andre erhverv, der er rettet både mod det lokale marked og markedet uden for Western Australia.
Perths økonomi har ændret sig til fordel for serviceindustrien siden 1950'erne. Selvom serviceindustrien i høj grad betjener mineindustrien og i mindre grad landbruget, er det de færreste mennesker i Perth, som er direkte beskæftiget i de to sektorer.
På grund af Perths relative geografiske isolation har der aldrig været de nødvendige betingelser for udvikling af større industri udover den, der dækkede de mest nødvendige behov hos beboerne, mineindustrien og landbruget. Det var ganske enkelt billigere at importere varerne fra de østlige delstater eller udlandet.
Industribeskæftigelsen har sat sit aftryk på Perths økonomiske geografi. Efter 2. verdenskrig voksede Perth med nye forstæder hånd i hånd med udbredelsen af privatbilisme. Arbejdskraftens spredning og de bedre transportmuligheder åbnede mulighed for etablering af småindustri i forstæderne. Mange firmaer udnyttede de relativt billige grundpriser i forstæderne til at bygge rummelige et-plans bygninger med store parkeringspladser, nem adgang og minimale myldretidsproblemer. "De tidligere tætte bånd mellem industri og centrale placeringer i byen og/eller lokationer ved jernbanestationer blev løsnet."
Industriområder som Kwinana, Welshpool og Kewdale blev etableret efter krigen og bidrog til industriudbygningen syd for floden. Kwinana industriområdet nød godt af standardiseringen af jernbanesporvidder mellem Perth og det østlige Australien. Siden 1950'erne har området været domineret af tung industri som olieraffinaderi, stålvalseværk, aluminiumsraffinaderi, elværk og nikkelraffinaderi. En anden udbygning fulgte også efter jernbanestandardiseringen. I 1968 åbnede Kewdale fragtterminalen ved siden af Welshpool industriområdet, hvor der tidligere havde være rangerspor.
Befolkningsvæksten efter 2. verdenskrig førte ikke til øget beskæftigelse i industrien. De nye jobs kom indenfor handel, sundhedsvæsenet, uddannelse, serviceerhverv og offentlig administration..

## Uddannelse
Uddannelse er tvungen i Western Australia for børn og unge fra seks til sytten år, hvilket svarer til grundskolen (primary school 1. - 6. klasse) og sekundærskolen (secondary school 7. - 12. klasse). Videregående uddannelse tilbydes på en række universiteter og de erhvervsfaglige (TAFE) kollegier.

### Grundskole og sekundærskole
Elever kan vælge mellem offentlige skoler, som drives af statens uddannelsesministerium, Department of Education, eller private skoler, som typisk har en religiøs baggrund.
Eksamensbeviset, Western Australian Certificate of Education (WACE), gives til elever, der har gennemført 11. og 12. klasse.

### Videregående uddannelse
Perth har fire statsejede universiteter: University of Western Australia, Curtin University, Murdoch University og Edith Cowan University. Der er også det private universitet University of Notre Dame.
University of Western Australia blev grundlagt i 1911 og er anerkendt som en af Australiens ledende forskningsinstitutioner.[kilde mangler] Universitetets monumentale neoklassiske arkitektur, hovedsageligt bygget i hvid kalksten, er en populær turistdestination. Det er det eneste universitet i delstaten, som er medlem af de to eksklusive koalitioner Group of Eight og Sandstone universities, som udgøres af Australiens ældste og mest prestigefyldte universiteter. Det er også delstatens eneste universitet, som har fostret en Nobelprismodtager.[kilde mangler] Barry Marshall har bachelorgrader i medicin og kirurgi fra University of Western Australia i 1975 og fik i 2005 tildelt Nobelprisen i fysiologi eller medicin sammen med J. Robin Warren.
Curtin University er Western Australias største universitet målt på antal studerende. Fra dets grundlæggelse i 1966 til 1986 hed det Western Australian Institute of Technology (WAIT). I 1969 blev det lagt sammen med Western Australian School of Mines og Muresk Institute. Det har et hurtigt voksende ry indenfor forskning og er det eneste universitet i Western Australian university, som har haft en PhD-studerende, der har modtaget en AINSE guldmedalje, den højeste anerkendelse på Ph.d.-niveau i naturvidenskab og ingeniørvidenskab i Australia og New Zealand.
Murdoch University blev etableret i 1970'erne og har Australiens største campus med et areal på 2,27 km, som er nødvendigt for at have plads til Western Australias eneste veterinærskole.
Edith Cowan University blev grundlagt i starten af 1990'erne med afsæt i det eksisterende Western Australian College of Advanced Education (WACAE), som igen blev dannet i 1970'erne på basis af lærerkollegier i Claremont, Churchlands og Mount Lawley. det omfatter Western Australian Academy of Performing Arts (WAAPA).
University of Notre Dame Australia åbnede i 1990, som et katolsk universitet med hovedcampus i Fremantle og et stort campus i Sydney. Campus ligger i den vestlige del af Fremantle og omfatter historiske havnebýgninger bygget i 1890'erne, der giver Notre Dame en særlig europæisk universitetsatmosfære.
TAFE kollegierne udbyder erhvervsfaglige uddannelser og diplomkurser. Der er to TAFE kollegier i metropolområdet: North Metropolitan TAFE og South Metropolitan TAFE, som begge er resultatet af en række sammenlægninger og har lokaliteter flere steder i byen.

## Medier
26 digitale free-to-air tv-kanaler kan ses i Perth:
- ABC
- ABC2/KIDS
- ABC3
- ABC News 24
- SBS
- SBS HD (SBS broadcast in HD)
- SBS2
- Food Network
- NITV

- Seven
- 7Two
- 7mate
- TV4ME
- RACING.COM
- Nine
- 9HD (Nine i HD)
- 9Gem
- 9Go!

- 9Life
- eXtra
- Ten
- One
- Eleven
- TVSN
- Spree TV
- West TV (Perths lokal-TV station)

ABC, SBS, Seven, Nine og Ten blev også sendt i analogt format indtil 16. april 2013. Lokalstationen Access 31 lukkede i august 2008. I April 2010 begynde en ny lokalstation, West TV, at sende.
Foxtel tilbetyder betalings-tv over satellit og kabel. Perth har sine egne lokale nyhedsoplæsere på ABC (James McHale), Seven (Rick Ardon, Susannah Carr), Nine (Emmy Kubainski, Tim McMillan) og Ten (Narelda Jacobs).
Flere tv-programmer bliver produceret i Perth. Heriblandt den lokale version af nyhedsprogrammet Today Tonight og andre programmer som The Force.
Et årligt velgørenhedsprogram har været sendt siden 1968. Det indsamler midler til f.eks. børnehospitalet Princess Margaret Hospital for Children. Det 24 timer lange program, Perth Telethon, hævder at være verdens mest succesrige velgørenhedsindsamling målt på beløb per indbygger. Programmet indsamlede mere end 20 millioner AUD i 2013 og har i alt indsamlet mere end 153 millioner AUD siden 1968.
De største aviser i Perth er The West Australian og The Sunday Times. Gratis lokalaviser dækker de enkelte lokalregeringsområder. Der er også reklamefinansierede gratisaviser som f.eks. The Quokka. Western Australian Business News er den lokale erhvervsavis.
Radiostationer i Perth sender på AM, FM og DAB+ frekvenser. ABC stationerne omfatter News Radio (585AM), 720 ABC Perth, Radio National (810AM), Classic FM (97.7FM) og Triple J (99.3FM). De seks lokale kommercielle stationer er: 92.9, Nova 93.7, Mix 94.5, 96fm på FM samt 882 6PR og 1080 6IX på AM. DAB+ har stort set de samme kanaler som FM og AM plus nationale stationer fra ABC/SBS, Radar Radio og Novanation og lokalstationerne My Perth Digital og HotCountry Perth. Blandt de vigtigste lokalradiostationer er RTRFM (92.1FM), Sonshine FM (98.5FM), SportFM (91.3FM) og Curtin FM (100.1FM).
Online nyhedsmedier som dækker Perth omfatter TheWest.com.au, som er avisen The West Australians webside, Perth Now med nyheder fra The Sunday Times, WAToday med nyheder fra Fairfax Media og andre kanaler som TweetPerth på de sociale medier.

## Kultur

### Kunst og underholdning
Perth Cultural Centre huser byens vigtigste institutioner inden for kunst, kultur og uddannelse: Art Gallery of Western Australia, Western Australian Museum, State Library of Western Australia, State Records Office og Perth Institute of Contemporary Arts (PICA). State Theatre Centre of Western Australia ligger også her og bruges af Black Swan State Theatre Company og Perth Theatre Company. Perth har også en ballet (West Australian Ballet), en opera (West Australian Opera) og et symfoniorkester (West Australian Symphony Orchestra), som alle optræder regelmæssigt. Ungdomsorkesteret Western Australian Youth Orchestras giver unge musikere chancen for at spille i et orkester og i andre musikensembler.
I Perth ligger også det internationalt anerkendte Western Australian Academy of Performing Arts, som er en del af Edith Cowan University. Mange succesrige skuespillere og mediefolk har startet deres karriere der. Byens vigtigste teatre og spillesteder er Riverside Theatre i Perth Convention Exhibition Centre, Perth Concert Hall, det historiske His Majesty's Theatre, Regal Theatre i Subiaco og Astor Theatre i Mount Lawley. Perth Arena kan benyttes til sport såvel som underholdning. Andre sportsarenaer bruges også til koncerter: Subiaco Oval, HBF Stadium og nib Stadium. Udendørs koncerter afholdes i Quarry Amphitheatre, Supreme Court Gardens, Kings Park og Russell Square.
En række festivaler afholdes årligt i Perth. Perth International Arts Festival er en stor kunstfestival, som har været holdt årligt siden 1953. Efterfølgende er der kommet flere kunstfestivaler som Winter Arts festivalen, Perth Fringe Festival og Perth Writers Festival. Perth har også årlige musikfestivaler som Future Music, Stereosonic og Soundwave. Perth International Comedy Festival præsenterer en række lokale og internationale komikere, som optræder i Astor Theatre og Mount Lawley. I sommermånederne er der fødevaremarkeder om aftenen og natten flere steder i Perth og forstæderne. Sculpture by the Sea viser en række lokale og internationale skulptørers værker langs Cottesloe Beach. Der er også et stort udvalg af kunst og skulpturer udstillet rundt omkring i byen året rundt.
Perth er med i en række bøger, film og sange. Romanen Moondyne foregår i Swan River Kolonien og var skrevet af den irske revolutionære og tidligere straffefange John Boyle O'Reilly. Bogen A Faithful Picture, redigeret af Peter Cowan, giver et godt indblik i koloniens første dage. Sange som nævner Perth omfatter "I Love Perth" (1996) af Pavement og "Perth" (2011) af Bon Iver. Perth er også med i en række film: Last Train to Freo, Two Fists, One Heart, Thunderstruck, Bran Nue Dae, Japanese Story og Nickel Queen. Industrial metal bandet Fear Factory optog videoen for deres single "Cyberwaste" i South Fremantle.
På grund af Perths relative isolation fra andre australske byer, bliver byen ofte sprunget over når udenlandske musikere turnerer i Australien. Isolationen har været medvirkende til at udvikle en stærk lokal musikscene og lokale musikgrupper som John Butler Trio, The Triffids, Pendulum, Eskimo Joe, Pond, Tame Impala, Karnivool, Gyroscope, Jebediah, Little Birdy, The Panics og Birds of Tokyo. Kendte musikere fra Perth tæller den afdøde AC/DC sanger Bon Scott, som mindes med en statue i Fremantle, og veteranen Rolf Harris med tilnavnet "The Boy From Bassendean". Den største scene i State Theatre Centre, Heath Ledger Theatre, er opkaldt efter filmskuespilleren Heath Ledger, der var født i Perth.

### Turisme og seværdigheder
Turisme i Perth er en vigtig del af delstatens økonomi. Byen havde omkring 2,8 millioner indenlandske gæster og 700 tusinde internationale gæster i året op til marts 2012. Turistattraktionerne er centrum, Fremantle, kysten og Swan River. Udover Perth Cultural Centre er der flere museer i byen. Scitech Discovery Centre i West Perth er et naturvidenskabeligt eksperimentarium med skiftende udstillinger om naturvidenskab og teknologi. Scitech har også videnskabsshows og driver planetariet Horizon, som ligger ved siden af. Skibsmuseet Western Australian Maritime Museum i Fremantle viser historiske skibe og skibsudstyr. Det huser båden Australia II, som vandt America's Cup i 1983 og en gammel undervandsbåd fra Royal Australian Navy. I Fremantle ligger også militærmuseet Army Museum of Western Australia i historiske artilleribarakker. Museet består af syv udstillingssale, som viser hærens historie i Western Australia og vestaustralieres militærtjeneste. Blandt attraktionerne er tre Victoriakors. Aviation Heritage Museum i Bull Creeker et luftfartsmuseum, som blandt andet har et Lancaster bombefly og en Catalina af den type, der opererede fra Swan River under 2. verdenskrig. Der er mange historiske bygninger i Perths centrum, Fremantle og andre dele af metropolområdet. De ældste bygninger stammer fra 1830'erne og omfatter Round House i Fremantle, Old Mill i South Perth og Old Court House i centrum. Heritage Council of Western Australia og lokalregeringerne står for registrering af bevaringsværdige bygninger. En senere historisk bygning er Perth Mint.
De fleste butikker i centrum ligger omkring Murray Street og Hay Street. Begge gader er gågader mellem William Street og Barrack Street. Forrest Place er en anden gågade, som forbinder Murray Street med Wellington Street og Perth jernbanestation.Flere arkader går mellem Hay Street og Murray Street. En af dem er Piccadilly Arcade, hvor biografen Piccadilly Cinema lå indtil den lukkede i 2013. Andre butiksområder omfatter Harbour Town i West Perth, det historiske Fremantle Markets, som går tilbage til 1897, og Midland by på Great Eastern Highway med historiske bygninger omkring rådhus og postkontor og med det moderne Midland Gate butikscenter længere mod øst. Joondalups centrum er et butiksområde med byhuse og lejligheder samt butikscenteret Lakeside Joondalup Shopping City. Joondalup fik status som turistområde af staten i 2009, hvilket gav mulighed for udvidede åbningstider.
Swan Valley, som har en for Perth-regionen sjælden frugtbar jord, har flere vingårde som Houghtons og Sandalfords samt mikrobryggerier og romdestillerier. Swan Valley har også specialproducenter af fødevarer, mange restauranter og cafeer samt vejsideboder som sælger lokalt produceret frugt året rundt. Tourist Drive 203 er en rundstrækning i Swan Valley, som passerer mange af attraktionerne på West Swan Road og Great Northern Highway.
Kings Park, som ligger i det centrale Perth mellem forretningsdistriktet og University of Western Australia, er en af verdens største byparker, med et areal på 400,6 ha. Parken indeholder et krigsmindemærke på Mount Eliza, en botanisk have og legepladser. I parken står også DNA Tower, som er en 15 m høj dobbelthelix trappe, der minder om et DNA-molekyle. Jacob's Ladder (jakobsstigen) består af 242 trin, som fører ned til Mounts Bay Road. Hyde Park er en anden park i den indre by 2 km nord for forretningsdistriktet. Den blev åbnet som en offentlig park i 1897 og er anlagt på et 15 ha stort område, som tidligere var et sumpområde kendt som Third Swamp. Avon Valley, John Forrest og Yanchep nationalparkerne ligger ved de nordlige og østlige ydergrænser for metropolområdet. I Perths nordlige forstæder ligger Whiteman Park, som er et 4.000 ha stort bushområde med vandrestier, cykelruter, sportsfaciliteter, legepladser, sporvogn på en 4 km rund bane, motor- og traktormuseum og Caversham Wildlife Park.
Perth Zoo ligger i South Perth og har en række australske og eksotiske dyr fra hele verden. Perth Zoo har en række succesrige avlsprogrammer for orangutanger og giraffer. De arbejder også med avl og genudsætning af en række dyrearter fra Western Australia som numbat, dibbler, chuditch og vestlig sumpskildpadde. Aquarium of Western Australia i Hillarys er Australiens største akvarium. Det specialiserer sig i fisk og andre havdyr fra Australiens 12.000 km langevestkyst. Kyststrækningen ud for den nordlige del af Perth kaldes Sunset Coast. Den har adskillige sandstrande og naturreservatet Marmion Marine Park, hvor der findes tropiske fisk, australske søløver, øresvin og pukkelhvaler. Tourist Drive 204, også kendt som Sunset Coast Tourist Drive, er en afmærket rute fra North Fremantle til Iluka langs kystveje.

### Sport
Perths klima giver gode muligheder for udendørs sportsaktiviteter og der er mange sportstilbud til byens indbyggere. Perth var vært for Commonwealth Games i 1962 og America's Cup i 1987 (Fremantle). Australsk fodbold er den mest populære tilskuersport i Perth – næsten 23% af indbyggerne i Western Australia overværede mindst én kamp i sæsonen 2009–2010. Perth har to hold i den bedste række Australian Football League, West Coast Eagles og Fremantle Football Club, som har to af de største fanskarer i landet. Eagles, den ældste klub, er et af de mest succesrige hold i ligaen og en af de største sportsklubber i Australien. Western Australian Football League er på næstbedste niveau. Den består af ni klubber, der hver har et liga-, et reserve- og et ungdomshold. Alle klubberne har også juniorhold for begge køn i alderen 7 til 17. Niveauet nedenunder er Western Australian Amateur Football League, som består af 68 klubber inden for metropolområdet. Andre populære sportsgrene er cricket, basketball, fodbold og rugby union.[kilde mangler]

### Sportshold i nationale ligaer
| Klub                    | Liga                                    | Sport             | Hjemmebane               | Grundlagt |
| ----------------------- | --------------------------------------- | ----------------- | ------------------------ | --------- |
| Fremantle Dockers       | Australian Football League              | Australsk fodbold | Domain Stadium           | 1994      |
| West Coast Eagles       | Australian Football League              | Australsk fodbold | Domain Stadium           | 1986      |
| Perth Wildcats          | National Basketball League              | Basketball        | Perth Arena              | 1982      |
| Perth Lynx              | Women's National Basketball League      | Basketball        | Bendat Basketball Centre | 1988      |
| Perth Glory FC          | A-League                                | Fodbold           | nib Stadium              | 1996      |
| Perth Glory FC W-League | W-League                                | Fodbold           | Ashfield Reserve         | 2008      |
| Western Force           | Super Rugby                             | Rugby union       | nib Stadium              | 2005      |
| Perth Spirit            | National Rugby Championship             | Rugby union       | UWA Sports Park          | 2007      |
| Perth Heat              | Australian Baseball League              | Baseball          | Barbagallo Ballpark      | 1989      |
| West Coast Fever        | ANZ Championship                        | Netball           | HBF Stadium Perth Arena  | 1997      |
| West Coast Pirates      | S.G. Ball Cup                           | Rugby league      | nib Stadium              | 2012      |
| Western Warriors        | Sheffield Shield                        | Cricket           | WACA Ground              | 1893      |
| Perth Scorchers         | Big Bash League/Women's Big Bash League | Cricket           | WACA Ground              | 2011      |
| Western Fury            | Women's National Cricket League         | Cricket           | WACA Ground              | 1996      |

Perth har været vært for talrige nationale og internationale sportsbegivenheder. Tennisturneringen Hopman Cup afholdes hvert år i januar i Perth Arena. Derudover har Perth været vært for Rugby Union landskampe inklusiv kvalifikationskampene til Rugby World Cup i 2003. VM i svømning blev holdt i Perth i 1991 og 1998.
Fire afdelinger (2006, 2007, 2008 og 2010) i Red Bull Air Race (flyvning) er blevet afholdt på en strækning af Swan River kaldet Perth Water med brug af Langley Park som midlertidig landingsbane. Flere motorsportsfaciliteter findes i Perth. Perth Motorplex bruges til drag racing og speedway og Barbagallo Raceway til baneløb. Perth har også to hestevæddeløbsbaner: Ascot, hvor løbene Railway Stakes og Perth Cup afholdes samt Belmont Park.
WACA Ground åbnede i 1890'erne og har været brugt til Test cricket siden 1970. Western Australian Athletics Stadium åbnede i 2009.

## Infrastruktur

### Hospitaler
Perth har ti store hospitaler med skadestuer. Royal Perth Hospital i centrum er det største. De andre ligger spredt rundt i metropolområdet: Armadale Kelmscott District Memorial Hospital, Joondalup Health Campus, King Edward Memorial Hospital for Women i Subiaco, Rockingham General Hospital, Sir Charles Gairdner Hospital i Nedlands, St John of God Murdoch Hospital, Swan District Hospital i Middle Swan og Fiona Stanley Hospital i Murdoch. Princess Margaret Hospital for Children er delstatens eneste specialhospital for børn og Graylands Hospital er det eneste offentlige psykiatriske hospital. De fleste er offentligt ejede, men nogle af dem drives i partnerskab med private firmaer. St John of God Murdoch Hospital er privat ejet og drevet.
Nye hospitaler er under opførelse, som skal erstatte gamle faciliteter. Et nyt børnehospital åbner i 2015 ved siden af Sir Charles Gairdner Hospital og skal erstatte Princess Margaret Hospital. Midland Health Campus er under opførelse i Midland. St John of God Health Care skal bygge og drive hospitalerne under et offentligt-privat partnerskab med elstatsregeringen. Midland Health Campus åbner sent i 2015 og skal erstatte det nærtliggende Swan District Hospital.
Flere andre offentlige og private hospitaler opererer i Perth.

### Transport
Hovedlufthavnen Perth Airport ligger i den østlige del af byen. Den bruges til regionale, indenrigs og internationale flyvninger. Den mindre Jandakot Airport i de sydlige forstæder benyttes til generel luftfart og charterflyvninger.
Perth har et vejnetværk med tre motorveje og ni store hovedveje i metropolområdet. Northbridge tunnelen, som er en del af Graham Farmer Freeway, er den eneste større vejtunnel i Perth.
Transperth står for offentlig transport i Perth, der omfatter tog, busser og færger. Forbindelser til landområderne varetages af Transwa. Der er 70 jernbanestationer og 15 busstationer i metropolområdet.
Perth har gratis busser og tog i centrum ("Free Transit Zone").
Jernbaneforbindelsen Indian Pacific er et passagertog som forbinder Perth med Adelaide og Sydney med en ugentlig afgang i hver retning. Prospector passagertoget forbinder Perth med Kalgoorlie, Australind er togforbindelsen til Bunbury og AvonLink er forbindelsen til Northam.
Fragttog stopper ved Kewdale Rail Terminal, 25 km sydøst for centrum.
Perths primære container- og passagerhavn er Fremantle, 19 km sydvest for centrum ved udmundingen af Swan River. Endnu en havn planlægges ved Cockburn Sound, som primært skal bruges til eksport af bulkvarer.

### El, vand og gas
Perths elektricitet produceres, distribueres og sælges af statsejede selskaber. Verve Energy driver kul- og gasfyrede elværker samt vindmølleparker og andre anlæg. Western Power står for netværket og Synergy sælger el til privat- og erhvervskunder.
Alinta Energy, som tidligere var statsejet, havde monopol på salg af gas fra 1990'erne indtil 2013, hvor Kleenheat Gas begyndte at operere, så forbrugerne nu kan vælge mellem to udbydere.
Det statsejede Water Corporation er den dominerende leverandør af vand i Perth og over hele Western Australia. De står også for håndtering af spildevand.

#### Vandforsyning
Perth regionen har haft mindre mængder nedbør i de senere år. Tilstrømningen til vandreservoirerne har været reduceret til to tredjedele over de sidste 30 år og påvirket grundvandets niveau. Sammenholdt med byens høje vækstrate har det ført til spekulationer om Perth kan løbe tør for vand i den nærmeste fremtid. Western Australias regering har derfor indført begrænsning på havevanding i byen. Kwinana afsaltningsanlægget, som åbnede i november 2006, kan levere over 45 gigaliter drikkevand om året. Anlæggets energiforbrug modsvares af vindmølleparken Emu Downs Wind Farm nær Cervantes. Der var også planer om at lave en rørledning til Kimberley regionen, men det blev stoppet i maj 2006 på grund af for høje omkostninger ved projektet. Andre forslag omfattede en kontroversiel udvinding af 45 gigaliter vand om året fra Yarragadee Aquifer i den sydvestlige del af delstaten. I maj 2007 annoncerede delstaten, at et nyt afsaltningsanlæg skulle bygges ved Binningup ved kysten mellem Mandurah og Bunbury. I september 2009 nåede Western Australias vandreservoirer ned på 50% af kapaciteten for første gang siden 2000.